# Compose

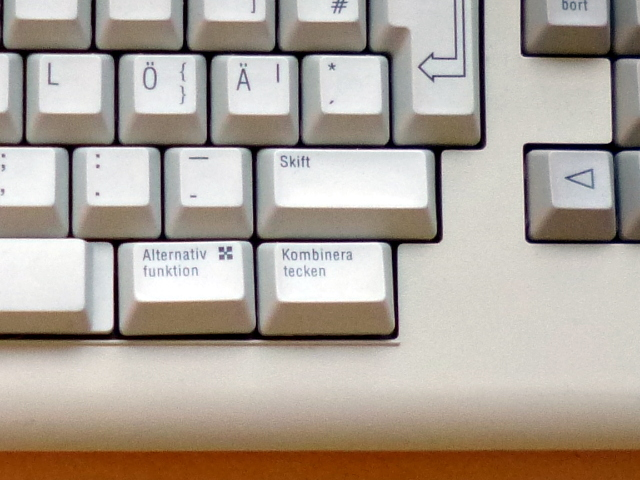
"Kombinera tecken"-tangent på tangentbordet LK-401, använt av bland andra DEC:s terminaler och arbetsstationer.

Compose ( ⎄ ) är en tangent på tangentbord. Den kallas också Compose Character eller Kombinera tecken (på svenska).
Den används för att åstadkomma tecken som saknas på tangentbordet genom att kombinera två eller flera existerande tecken.
Till skillnad från AltGr hålls tangenten inte nedtryckt, utan man trycker Compose och sedan de tecken man vill kombinera i följd.
Tangenten var vanlig på tangentbord för datorterminaler och arbetsstationer. På tangentbord för persondatorer saknas tangenten vanligtvis, men i Unixliknande system (Linux m.fl) kan man vanligen omdefiniera en annan tangent, till exempel den ena windowstangenten, att fungera som Compose.
På tangentbord från Sun fungerar tangenten märkt "Compose" som Meny-tangenten när den används med Microsoft Windows.
I Unixliknande system finns vanligen tabeller för de olika tangentkombinationerna som kan användas med Compose, dels för olika språkinställningar ("locale"), dels för olika preferenser. Det går lätt att skriva tillägg till tabellerna i en personlig fil länkad till någon av systemfilerna.
Tangentkombinationerna har vuxit fram enligt behov och följer inte något enhetligt system, men enskilda kombinationer är avsedda att vara intuitiva. T.ex. kan ø skrivas som Compose "/" "o" och đ som Compose "-" "d".
Observera att kombinationer med Shift-tangenten ofta spelar roll för att välja tecken.
T.ex. ger compose "a "e" det gemena tecknet æ medan compose Shift+"A" Shift+"E" ger det versala Æ.